# Gąsówka-Skwarki
Gąsówka-Skwarki – wieś w Polsce położona w województwie podlaskim, w powiecie białostockim, w gminie Łapy.
Zaścianek szlachecki Skwarki należący do okolicy zaściankowej Gąsówka położony był w drugiej połowie XVII wieku w powiecie suraskim ziemi bielskiej województwa podlaskiego. W latach 1975–1998 miejscowość administracyjnie należała do województwa białostockiego.
Wieś z sąsiaduje sołectwami: Gąsówka-Osse, Płonka Kościelna, Perki-Wypychy, Zdrody Stare, Gąsówka-Somachy, Płonka-Matyski.
Ogólna powierzchnia sołectwa wynosi 600 ha.
W miejscowości zachowało się wiele starych domów z połowy XX w., stanowiących interesujące obiekty wiejskiej architektury drewnianej.
We wsi znajduje się pełnowymiarowe boisko sportowe do piłki nożnej.
Wierni kościoła rzymskokatolickiego należą do parafii św. Michała Archanioła w Płonce Kościelnej.

## Infrastruktura techniczna
Wieś posiada sieć wodociągową. Zaopatrzenie w wodę zapewnia studnia głębinowa w Płonce-Strumiance i wodociąg miejski w Łapach.
Miejscowość nie posiada sieci kanalizacyjnej. Gospodarstwa wyposażone są w przydomowe szamba.
Wszystkie gospodarstwa wsi są zelektryfikowane. Główne ulice w godzinach wieczornych są oświetlone.
Wieś nie jest zgazyfikowana.

## Komunikacja
Najbliższy przystanek kolejowy znajduje się w odległości ok. 3 km. od sołectwa, w miejscowości Łapy Osse, relacji Białystok-Warszawa. Zatrzymują się na niej pociągi podmiejskie.